# سوزان بيكر
سوزان بيكر (بالإنجليزية: Suzanne Baker)‏ هي مؤرخة ومنتجة أفلام وصحفية أسترالية، ولدت في 1939 في إنجلترا في المملكة المتحدة.

## وصلات خارجية
- سوزان بيكر على موقع IMDb (الإنجليزية)
- سوزان بيكر على موقع قاعدة بيانات الفيلم (الإنجليزية)